# Pirolo

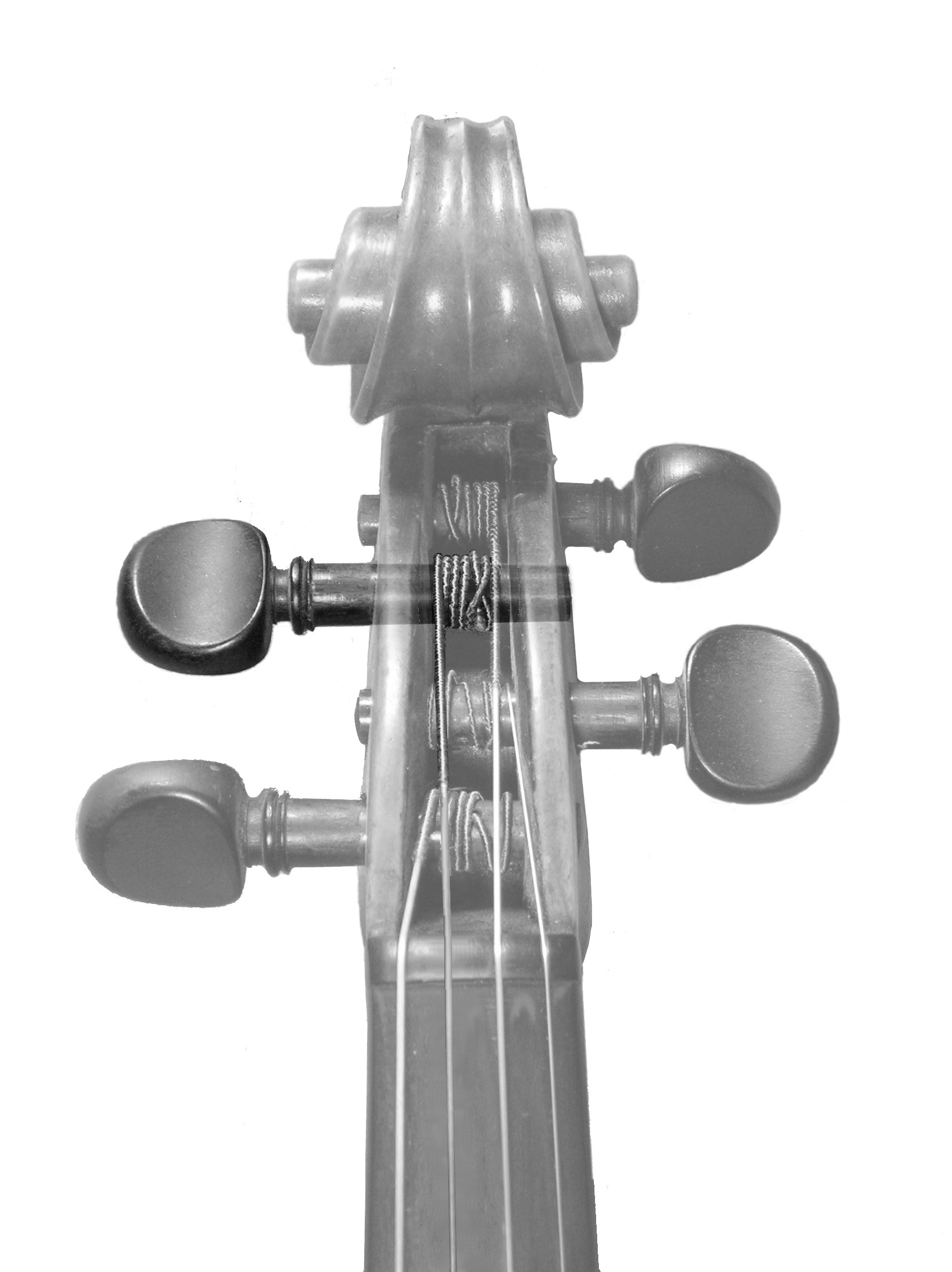
Piroli di un violino

Il pirolo (chiamato anche bischero, cavicchio, chiave o  caviglia) è un componente di alcuni strumenti musicali cordofoni che ne permette l'accordatura. Si tratta di una spina di legno inserita in una sede conica, girevole e mantenuta ferma da un attrito elevato, sulla quale si avvolge la corda. La rotazione dei piroli permette di variare la tensione delle corde e quindi la loro intonazione, rendendo possibile l'accordatura dello strumento.

## Caratteristiche e funzionamento
I piroli sono generalmente realizzati in legno duro (palissandro, ebano, bosso) e possono essere decorati da inserti in madreperla, metallo o plastica.
Per funzionare correttamente, un pirolo deve poter essere sia ruotato agevolmente che fissato solidamente. I moderni piroli hanno forma conica, con una conicità di 1:30 per il violino e la viola, mentre quelli del violoncello hanno tipicamente una conicità più elevata: attualmente il valore è di circa 1:25, mentre negli strumenti del XIX secolo e precedenti si arrivava anche a 1:20.

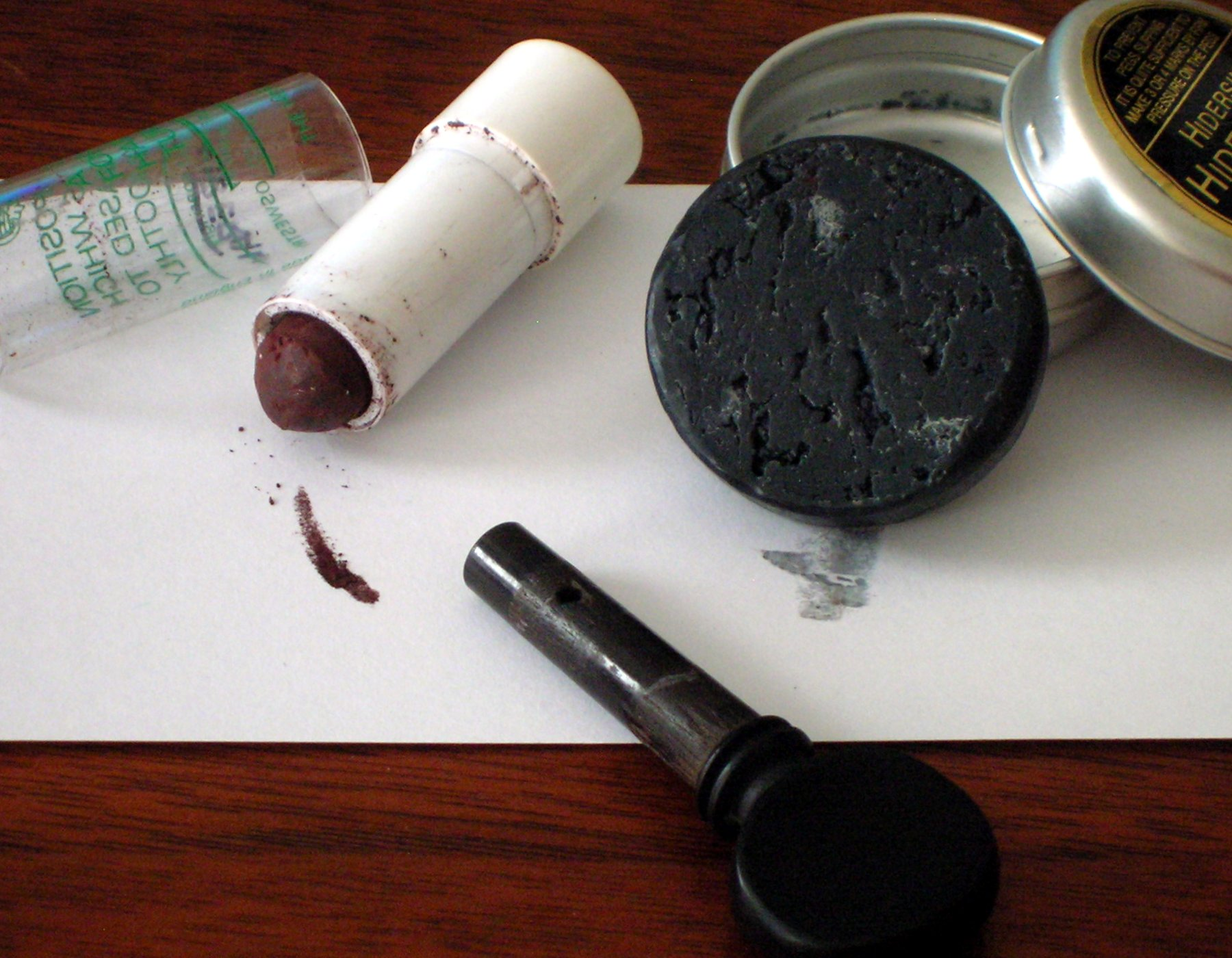
Due tipologie di pasta per i piroli

La conicità permette al pirolo di ruotare facilmente quando viene mosso verso l'esterno e di rimanere ben fisso in sede quando viene spinto all'interno. Poiché l'usura diminuisce l'efficacia del meccanismo, occasionalmente può essere necessaria una lavorazione per restituire ai piroli e ai fori la conicità adeguata. Tale restauro viene operato rimuovendo una porzione di legno deteriorato intorno al foro ed otturando quest'ultimo con un pezzo di legno dalle caratteristiche simili, lavorato per combaciare con il foro, cercando di far combaciare la venatura per quanto possibile. L'otturazione viene dunque verniciata, e un nuovo foro del diametro corretto viene praticato.
La superficie di contatto del pirolo con il foro del cavigliere viene solitamente cosparsa con sostanze che ne ottimizzino l'attrito, evitando il movimento "a scatti" della chiave e facilitando l'accordatura; a seconda delle necessità si usano sapone secco o grafite (per rendere le chiavi più facili da ruotare) oppure colofonia o gesso (per aumentarne invece l'attrito nella sede e fissarle meglio). Esistono anche dei preparati appositi, noti come pasta per piroli, che vengono tipicamente commercializzati in confezioni simili a quelle di un rossetto e possono essere applicati direttamente sulla superficie di contatto delle chiavi per ottimizzarne l'attrito.

## Impiego
I piroli sono comunemente impiegati su alcuni strumenti ad arco, come il violino, la viola e il violoncello, sui liuti e su altri strumenti come la gadulka, la ghironda o la chitarra flamenca. Negli strumenti ad arco la sede dei piroli è detta cavigliere.
Per gli archi fa eccezione il contrabbasso, munito comunemente di chiavi simili a quelle della chitarra, che si articolano su di una vite senza fine. Anche per gli altri strumenti ad arco sono stati introdotti verso la fine del XX secolo dei piroli meccanici di precisione, basati su un treno di ingranaggi epicicloidali alloggiati all'interno di una struttura che ha la forma e le dimensioni di un normale pirolo in legno e che viene incastrata nel cavigliere esattamente come gli altri piroli. Tale tipologia di chiavi permette un'accordatura più semplice e precisa rispetto ai piroli tradizionali, ed evita il logorio dei fori nel cavigliere.